# Jagjivan Ram
Pour les articles homonymes, voir RAM.
Babu Jagjivan Ram (né le 5 avril 1908 à Chandwa et mort le 6 juillet 1986  à New Delhi), est un militant pour l'indépendance de l'Inde, ayant été vice-premier ministre de l'Inde et un leader du Congrès national indien. Il est le père de Meira Kumar, qui a été président du Lok Sabha .